# Eunidia aspersa
Eunidia aspersa är en skalbaggsart som beskrevs av Charles Joseph Gahan 1904. Eunidia aspersa ingår i släktet Eunidia och familjen långhorningar.
Artens utbredningsområde är:
- Botswana.
- Zimbabwe.

Inga underarter finns listade i Catalogue of Life.